# Hollenthon (Basse-Autriche)
Hollenthon est une commune autrichienne du district de Wiener Neustadt-Land en Basse-Autriche.